# Aïn Kechra
Aïn Kechra (em árabe: عين قشرة) é uma comuna localizada na província de Skikda, Argélia. De acordo com o censo de 2008, a população total da cidade era de 24 572 habitantes.